# The Dead 2 : India
Série
The Dead
(2010)
Pour plus de détails, voir Fiche technique et Distribution.
The Dead 2: India est un film d'horreur anglais réalisé et scénarisé par les frères Ford (Howard J. et Jonathan) en 2013. C'est la suite du film The Dead (en). Il a été produit par Howard J. Ford et Amir S. Moallemi et interprété par Joseph Millson (en), Meenu Mishra et Anand Krishna Goyal. Le film a été tourné en Inde en langue anglaise, dont le titre original en anglais signifie Les Morts 2 : Inde.

## Synopsis
L'Afrique est touchée par le terrible virus des zombies. Nicholas Burton, un ingénieur en électricité américain, travaille au Rajasthan à 30 kilomètres de Jaipur. Nicholas Burton est en couple avec Ishani Sharma, une indienne habitant près des bidonvilles de Mumbai. Elle est femme de ménage dans un hôtel. Le père de Ishani désapprouve sa relation avec Nicholas.
Un navire somalien va à Mumbai (Inde). Il s'arrime à un quai, un travailleur est contaminé. Le travailleur infecté prend son salaire puis disparaît dans la foule. Le travailleur contamine d’autres personnes et l’épidémie infectieuse se propage à travers l'Inde.
Ishani étant malade, elle va à l'hôpital de Mumbai pour faire un bilan de santé : elle est enceinte de Nicholas.
Beaucoup de gens avec des morsures viennent à l'hôpital. Les rues se remplissent d’incidents.
Nicholas voit une famille évacuer leur domicile à la hâte, puis des zombies. Ishani appelle Nicholas qui lui dit de l'attendre. Nicholas décide d’aller sauver Ishani.
Nicholas appelle son ami Max, qui est au courant des combats dans la rue. Max dit à Nicholas de venir tout de suite le rejoindre à New Delhi pour être exfiltré par l'armée américaine qui évacue les citoyens américains de l'Inde. Entouré par des zombies, Nicholas ne peut revenir à sa jeep. Nicholas appelle Ishani et lui promet de venir la sauver.
Nicholas demande à Max d'aller chercher Ishani à Mumbai. Max dit qu’il entend des coups de pistolet dans la rue. Il pense que ce sont des combats entre hindouistes et musulmans et jugeant que c’est trop risqué, Max refuse d’aller chercher Ishani.
Nicholas prend un parapente, et vole vers Ishani. Nicholas s'écrase dans un village.
Dans le village, Javed, un orphelin, est attaqué par les zombies. Nicholas le sauve. Javed s'avère être un guide et se propose d'aider Nicholas à aller à Mumbai. Ils prennent une voiture de la maison d’un tour-opérateur local. Ils atteignent un check point militaire. Les militaires tuent tous les gens avec des blessures. Nicholas prend une autre route à travers les montagnes, mais un accident sur la route les oblige à abandonner leur voiture. Ils trouvent une moto et reprennent la route.
La mère de Ishani est mordue et elle est en train de mourir.
Javed et Nicholas s'arrêtent pour se nourrir et pendant ce temps un homme vole leur moto.
Javed et Nicholas marchent à travers le désert. Javed est sauvé par un hélicoptère de l'armée indienne qui décolle en abandonnant Nicholas au sol. Nicholas trouve une moto et arrive à Mumbai.
Le père de Ishani se fait mordre et Nicholas atteint finalement la maison. Le père de Ishani réalise que Nicholas aime vraiment sa fille. Il leur permet de partir. Nicholas et Ishani atteignent un camp de réfugiés mis en place par l'armée. Ils y retrouvent Javed. Croyant entendre des avions de rapatriement, il s'avère que ce sont des avions de chasse qui les bombardent. Le film se termine avec Nicholas, Javed et Ishani piégés avec leurs destins inconnus.

## Fiche technique
- Titre original : The Dead 2: India
- Titre français : The Dead 2
- Scénario : Howard J. Ford et Jonathan Ford
- Photographie : Jon Ford
- Musique : Imran Ahmad
- Durée : 98 minutes
- Pays :  Royaume-Uni
- Dates de sortie :
  -  Royaume-Uni : 22 août 2013
  -  France : 16 février 2015

## Distribution
- Joseph Millson (en) : Nicholas Burton
- Anand Krishna Goyal : Javed, l'enfant orphelin
- Meenu Mishra : Ishani Sharma, la femme de Nicholas
- Poonam Mathur : la Mère de Ishani
- Sandip Datta Gupta : le père de Ishani
- Coulsom Sujitabh : l'épouse en deuil
- Madhu Rajesh : la femme dans la voiture

## Lieux de tournage
Le film a été tourné dans les États indiens du Rajasthan et du Maharashtra,.

## Accueil
Le film a eu sa première mondiale au London FrightFest Film Festival (en) à l'Empire Leicester Square de Londres le jeudi 22 août 2013. C'était le film d'ouverture du Film 4 FrightFest.
Les avis sur le film étaient généralement mitigés. Le site web Rotten Tomatoes a certifié le film à 2.7/5. Le film obtient un score moyen de 5,1 sur 10 avec 626 votes à l'Internet Movie Database.

## Production
La production a rencontré quelques problèmes, la plupart des figurants utilisés pour jouer les zombies n'étaient pas compétents en anglais. Ils ont dû utiliser un traducteur pour expliquer les choses.
Dans une vidéo, Joseph Millson explique que le gouvernement indien ne lui a pas permis de tourner le film en Inde.[Information douteuse]